# Julia Mark
Julia Mark, verh. Graepel (* 18. März 1796 in Bamberg; † 1864 oder 1865 in München), war das Urbild zahlreicher Frauengestalten in Werken E. T. A. Hoffmanns.

## Leben

### Herkunft
Julia stammte aus der jüdischen Familie Marcus aus Gotha, die teilweise zum Christentum konvertiert waren, und ihren Namen in Mark geändert hatten. Julias Vater war der Konsul Philipp Nathan Mark, ihre Mutter dessen Nichte Franziska. Ihr Bruder hieß Moritz August Mark, ihre jüngere Schwester Wilhelmine,. Einer ihrer Onkel war Dr. Adalbert Friedrich Marcus, ein anderer der Kommerzienrat Friedrich Nathan Mark.

### Begegnungen mit E. T. A. Hoffmann
Der Vater war 1808 bereits gestorben, die Konsulinwitwe Franziska Mark lebte mit den Kindern allein.
E. T. A. Hoffmann, der in der Stadt nur schwer Fuß fassen konnte, wurde
Anfang 1809 als Musiklehrer für die beiden Töchter  engagiert. Er unterrichtete die damals 13-jährige Julia in Klavier, später auch in Gesang.
Er war häufig im Hause zu Gast, auch bei abendlichen Gesellschaften, er fühlte sich dort wohl.
Zu dem Mädchen entwickelte Hoffmann intensive Gefühle, die er ihr aber nicht mitteilte.
In seinem Tagebuch schrieb er häufig über Begegnungen mit ihr. Er bezeichnete sie dort verschlüsselt als „Käthchen“, abgekürzt „Ktch“ oder „Kthch“ (nach Kleists Das Käthchen von Heilbronn), wahrscheinlich zum Schutz vor anderen Lesern (vor allem seiner Frau Michalina?). Er verwendete auch weitere Verfremdungen im Text wie griechische Buchstaben mit deutschem Text, so etwa am 16. Februar 1811, als er die Befürchtung äußerte, es werde „Unheil“ aus der Affäre entstehen. Es finden sich auch italienische Begriffe, sowie weitere Chiffren (z. B. Kunst statt Käthchen).
Am 28. Februar 1811 empfand er nur noch die Möglichkeit, sich entweder zu erschießen oder „toll“ zu werden.
Im Januar 1812 offenbarte Hoffmann dem jungen Mädchen seine Liebe.

### Heirat mit Johann Gerhard Graepel
Julias Mutter blieb der Zustand offenbar nicht unbemerkt. Sie trieb  eine Eheschließung mit dem Hamburger Kaufmannssohn Johann Gerhard Graepel voran. Dieser erschien bereits im März in Bamberg zu Besuch. Er machte auf verschiedene Anwesende einen unangenehmen Eindruck, er sei „trotz seiner Jugend, das Bild eines Greisen, ein ausgemergeltes Menschenmodell, die Male fleischlicher  Begierden lagen auf Stirn, Augen und Wangen, und die Imbezillität seines Geistes leuchtete aus jedem gesprochenen Worte.“
Hoffmann mochte ihn nicht und  war eifersüchtig auf ihn. Am 25. April 1812 notierte er, Julia habe ihm anvertraut, sie werde „nie glücklich sein“.

Schloss Weißenstein

Am 6. September 1812 fand ein Ausflug zum Schloss Weißenstein in Pommersfelden statt, an dem auch Hoffmann teilnahm. Graepel betrank sich dabei stark und stürzte schließlich zu Boden, woraufhin Hoffmann, deutlich für alle Umstehenden vernehmbar, zu seinem Begleiter Carl Friedrich Kunz gesagt haben soll: „Sehen Sie, da liegt der Sch-hund! Wir haben doch auch getrunken, wie er, uns passiert so etwas nicht! Das kann nur so einem gemeinen, prosaischen Kerl passieren!“ Julias Mutter verbat sich daraufhin weitere Besuche Hoffmanns in ihrem Haus.
Er konnte Julia aber einige Zeit später doch wiedertreffen.
Am 13. Dezember 1812 fand die Hochzeit zwischen Julia Mark und Johann Gerhard Graepel  statt. Eine Woche später reiste das junge Ehepaar nach Hamburg, nicht ohne dass Hoffmann sich von der frisch Verehelichten verabschiedet hatte.
Am 21. April 1813 verließ auch Hoffmann Bamberg.
Die Ehe zwischen Julia Mark und Johann Gerhard Graepel wurde nach einigen Jahren geschieden, bald darauf starb Graepel.

### Weiteres Leben
Julia Mark schloss 1821 eine zweite Ehe mit ihrem Cousin Ludwig Marc, einem Sohn Adalbert Friedrich Marks. Nach dessen Tod zog sie nach München.

## Nachwirkung
Hoffmanns Gefühle wurden von verschiedenen Zeitgenossen bemerkt und kommentiert; Dr. Friedrich Speyer, ein Vetter Julia Marks, sprach von „Leidenschaft“, Carl Friedrich Kunz, der auch bei dem Ausflug nach Pommersfelden anwesend gewesen war, erklärte drastisch: „Eine tüchtige Portion Sinnlichkeit hatte im Hause seiner Phantasie Platz genommen.“ Während Kunz aber behauptete, Julia Mark habe „nicht das geringste Entgegenkommen“ gezeigt und Hoffmanns „Wahnsinn“ sei allenfalls zu bemitleiden gewesen, sprach Mark später immerhin von „Einfluss“, den Hoffmann auf sie gehabt habe, und dass ihr „geängstetes Gemüt“ sich zu diesem gewandt habe.
Kunz schloss am 18. März 1813 einen Vertrag über die Herausgabe der Phantasiestücke in Callots Manier mit Hoffmann ab.
Julia Mark hinterließ zahlreiche Spuren in Hoffmanns Werk. Züge ihrer Person finden sich in der Cäcilia im Berganza, der auch ein Sonett enthält, das Hoffmann ursprünglich an Julia Mark gerichtet hatte, sowie eine Darstellung der Hochzeitsnacht, in der der Vollzug der Ehe durch einen Wadenbiss Berganzas verhindert wird, in der Julie in Abenteuer einer Silvesternacht, der Clara im Sandmann, der Aurelie in Die Elixiere des Teufels sowie in der Julia im Kater Murr, eventuell auch in der Rettel in Meister Johannes Wacht. Die Liebhaber dieser Figuren, insbesondere Kreisler, leiden in aller Regel bis zum Wahnsinn. „Das bis zu Wahnsinn und Selbstmordgedanken hinaufdestillierte Liebesgeschick wusste Hoffmann dank der »göttlichen Ironie« in poetische Energien umzuwandeln, wie er seinem Tagebuch anvertraute“, schrieb RB Essig in einem Kommentar zur 200-Jahr-Feier der Ankunft Hoffmanns in Bamberg, in dem er sich darüber mokierte, mit welchem Kitsch die Stadt dieses Jubiläum beging. Unter anderem wurde schmetterlingsförmiges Plundergebäck verkauft, in Erinnerung an die Schmetterlinge, mit denen Hoffmann die Tagebuchseiten verzierte, auf denen von Julia Mark die Rede war.

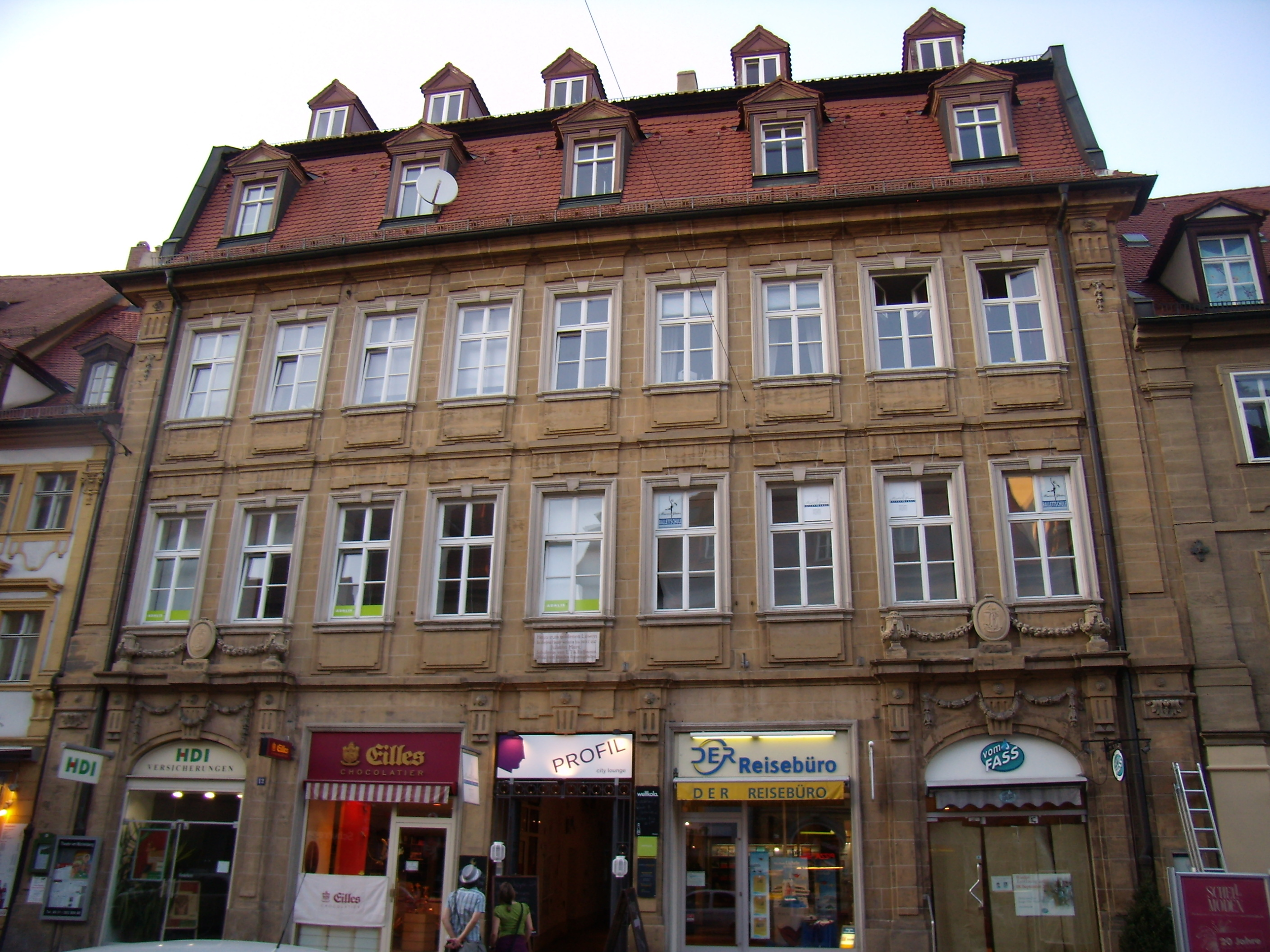
Lange Straße 13, Bamberg

Am Haus Lange Straße 13 in Bamberg erinnert eine Tafel an Julia Mark. Der Text lautet:
„Haus zum goldenen Löwen

In diesem Hause wohnte bis 20. XII. 1812

Juliana Marc.

Schülerin von E.T.A. Hoffmann.

Urbild seiner schönsten Frauengestalten.

F. u. V. V. Bbg. 1923“.
Peter Härtling zeichnete die Liebesgeschichte zwischen Hoffmann und Julia Mark in seinem 2001 erschienenen Roman Hoffmann oder Die vielfältige Liebe nach; Rainer Lewandowski die Sicht Michalinas in seinem Stück Gemahl Meiniges – Michalina Hoffmann über E.T.A.